# Peter Jörg
Peter Jörg (Uster, 25 februari 1972) is een Zwitsers baanwielrenner. Hij was tevens actief op de weg. Jörg was meerdere malen Zwitsers kampioen stayeren. Op de weg won hij onder meer het eindklassement van de Jelajah Malaysia.

## Belangrijkste overwinningen

### Baanwielrennen
2001
- Zwitsers kampioen stayeren, Elite

2002
- Zwitsers kampioen stayeren, Elite

2003
- Zwitsers kampioen stayeren, Elite

2004
- Zwitsers kampioen scratch, Elite

2006
- Zwitsers kampioen stayeren, Elite

2007
- Europees kampioenschap stayeren, Elite

2008
- Europees kampioenschap stayeren, Elite

2009
- Europees kampioenschap stayeren, Elite

2011
- Zwitsers kampioen stayeren, Elite

### Wegwielrennen
1999
- Eindklassement Jelajah Malaysia

Arakelyan · Beuchat · Boillat · Burghardt · Herz · Jörg · Kharatyan · Kirsipuu · Korkotyan · Locke · Matsuo · Mkrtchyan · Ojavee · Stauder · Wang · Williams